# Xavi Lock
Xavier Lock (Palma de Mallorca, 28 de febrero de 2001),más conocido como Xavi Lock, es un actor y modelo español, conocido por interpretar el papel de «Curro» en la telenovela La promesa.

## Biografía
Xavi Lock nació el 28 de febrero de 2001 en Palma de Mallorca. Tiene orígenes españoles y suecos, y habla con fluidez siete idiomas: entre ellos español, catalán, sueco, italiano, euskera, francés e inglés.

## Carrera

### Educación
Xavi Lock lleva varios años formándose en interpretación y ha estudiado para mejorar su técnica artística. En 2019 estudió interpretación en el Estudio Juan Carlos Corazza, siguió un seminario de movimiento con Andrea Mizes y siguió un curso en el ActorPro First Team. En el mismo año estudió actuación en inglés con lecciones de Scott Cleverdon, siguió un curso de actuación frente a la cámara con lecciones de Esteban Roel. En 2020 se forma en interpretación, cuerpo y movimiento en LaJoven Compañía, sigue un curso de interpretación ante la cámara con clases impartidas por Montxo Armendáriz y un curso de formación con lecciones de Victor Antolí.
En 2021 realizó un curso de canto con lecciones impartidas por Antonio Cabello. Al año siguiente, en 2022, realizó un curso de interpretación con lecciones impartidas por Bob McAndrew. En 2022 y 2023 estudió en la Escuela de teatro Audiovisual MADS de Madrid.

### Carrera de actuación
En 2013 hizo su primera aparición como actor en la película de guerra Olipathivu dirigida por Elson Tomas. En 2021 formó parte del reparto de la serie de Amazon Prime Video y del de la serie emitida en La Sexta Deudas. En el mismo año protagonizó el cortometraje A las 3 son las 2 dirigido por Rubén Mendiondo y en el cortometraje El Último Refuerzo dirigido por Thomas Ragusa. En 2022 protagonizó las series de Movistar+ El inmortal y Fácil.
En 2023 fue elegido por TVE para interpretar el papel de «Curro» de Luján en la telenovela emitida en La 1 La promesa y donde actuó junto a Ana Garcés, Eva Martín, Manuel Regueiro, Arturo Sancho, María Castro, Joaquín Climent, Antonio Velázquez, Carmen Asecas, Paula Losada, Andrea del Río y Amparo Piñero entre otros.

## Filmografía

### Cine
| Año  | Título     | Director    |
| ---- | ---------- | ----------- |
| 2013 | Olipathivu | Elson Tomas |

### Televisión
| Año           | Título      | Personaje                  | Cadeña             | Notas               |
| ------------- | ----------- | -------------------------- | ------------------ | ------------------- |
| 2021          | Parot       |                            | Amazon Prime Video | Serie de televisión |
| 2021          | Deudas      | La Sexta                   |                    | Serie de televisión |
| 2022          | El inmortal | Movistar+                  |                    | Serie de televisión |
| 2022          | Fácil       | Movistar+                  |                    | Serie de televisión |
| 2023-presente | La promesa  | Francisco «Curro» de Luján | La 1               | Serie de televisión |

### Cortometrajes
| Año  | Título             | Director        |
| ---- | ------------------ | --------------- |
| 2021 | A las 3 son las 2  | Rubén Mendiondo |
| 2021 | El Último Refuerzo | Thomas Ragusa   |